# Himantoglossum adriaticum
Himantoglossum adriaticum – gatunek byliny należący do rodziny storczykowatych (Orchidaceae). Występuje w Europie środkowej od Półwyspu Apenińskiego poprzez Austrię, Słowenię, Chorwację, Węgry, Słowację po Mołdawię.

## Morfologia

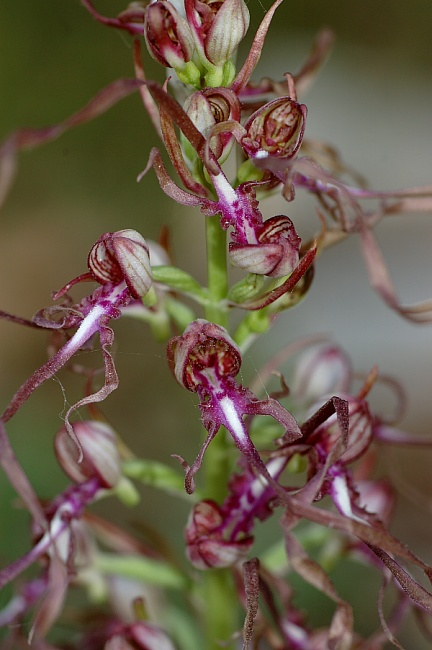
Fragment kwiatostanu

ŁodygaNaga, tęga, osiąga zwykle od 30 do 75 cm wysokości.
Część podziemnaDwie kuliste, niepodzielone bulwy.
LiścieLiście dolne w rozecie przyziemnej w liczbie 2–4, poza tym 4–8 liści łodygowych. Liście dolne podługowatojajowate, długości 10–20 cm i szerokości 1,5–4 cm. Liście te w czasie kwitnienia czernieją. Liście górne są mniejsze i pochwiasto obejmują łodygę.
KwiatyDuże, o słabym zapachu, zebrane w liczbie od 15 do 40 w luźny, cylindryczny kwiatostan długości 10–40 cm. Wsparte są przysadkami o długości 20–30 mm i szerokości do ok. 4 mm (dolne są dwa razy dłuższe od zalążni). Listki okwiatu są hełmiasto stulone z wyjątkiem warżki. Są barwy zielonkawożółtej, od wewnątrz oliwkowozielone z czerwonobrązowymi plamami i smugami. Zewnętrzne, boczne listki okwiatu jajowate, długości do 11 mm i szerokości do 6 mm. Wewnętrzne listki okwiatu równowąskie, o długości do 8 mm i szerokości do 2 mm. Warżka od żółtobrązowej do czerwonobrązowej z ciemnoczerwonymi plamkami, długości 4–6,5 cm, głęboko trójdzielna. W pączku jest zwinięta jak sprężyna. Łatki boczne równowąskie, skręcone śrubowato, długości od 5 do 22 mm. Łatka środkowa szerokości do 2,5 mm i długości 35 do 55 mm, taśmowata, skręcona, na szczycie jest rozcięta. Ostroga stożkowata, lekko zakrzywiona w dół, o długości do 3,5 mm i szerokości do 2,5 mm.
OwocWydłużona torebka o długości 1,2–1,6 cm i średnicy około 0,5–0,6 cm.
Gatunek podobnyHimantoglossum cuchnące (H. hircinum) ma kwiaty silnie pachnące, większe i słabiej zabarwione. Kwiatostan jest bardziej gęsty.

## Biologia i ekologia
Bylina, geofit. Kwitnie od maja do lipca. Rośnie w murawach na glebach wapiennych oraz w widnych lasach i zaroślach oraz na ich obrzeżach.